# Evren Korkmaz
Evren Korkmaz (Venlo, 27 april 1997) is een Nederlandse voetballer van Turkse afkomst die doorgaans als centrale verdediger speelt, maar ook inzetbaar is als rechtsback.

## Clubcarrière
Korkmaz doorliep de jeugdopleiding van VVV-Venlo, dat hem met ingang van het seizoen 2015/16 overhevelde naar het eerste elftal. Daar maakte hij op 1 april 2016 op achttienjarige leeftijd zijn competitiedebuut, tijdens een wedstrijd in de Eerste divisie thuis tegen FC Den Bosch (2-1). Hij viel die avond in voor de eveneens debuterende Sam Westley. Einde juli 2016 kreeg Korkmaz voorafgaand aan de Herman Teeuwen Memorial de Jan Klaassens Award uitgereikt, de jaarlijkse onderscheiding van VVV voor het grootste talent uit eigen jeugdopleiding. Anderhalve week eerder had hij al een contract tot medio 2018 getekend bij de club. Hierin werd een optie voor nog een seizoen opgenomen.
In de zomer van 2017 werd die optie door de club gelicht. In het seizoen 2017/18 kwam hij aanvankelijk op huurbasis uit voor FC Den Bosch. Korkmaz kreeg er weinig speeltijd en keerde eind januari 2018 weer terug naar VVV. Korkmaz kreeg ook na zijn terugkeer in Venlo weinig speeltijd en tekende in juli 2019 een tweejarig contract bij Adanaspor. Na vijf jaar stapte hij in de zomer van 2024 over naar Batman Petrolspor dat een niveau lager speelt.

### Statistieken
| 2015/16                                | VVV-Venlo         | Eerste divisie  | 4   | 0 | 0  | 0 | 0 | 0 | 4   | 0 |
| 2016/17                                | VVV-Venlo         | Eerste divisie  | 9   | 0 | 1  | 0 | – | – | 10  | 0 |
| 2017/18                                | → FC Den Bosch    | Eerste divisie  | 2   | 0 | 1  | 0 | – | – | 3   | 0 |
| 2017/18                                | VVV-Venlo         | Eredivisie      | 2   | 0 | 0  | 0 | – | – | 2   | 0 |
| 2018/19                                | VVV-Venlo         | Eredivisie      | 2   | 0 | 0  | 0 | – | – | 2   | 0 |
| 2019/20                                | Adanaspor         | TFF 1. Lig      | 13  | 1 | 3  | 0 | – | – | 16  | 1 |
| 2020/21                                | Adanaspor         | TFF 1. Lig      | 22  | 0 | 2  | 0 | – | – | 24  | 0 |
| 2021/22                                | Adanaspor         | TFF 1. Lig      | 30  | 1 | 1  | 0 | – | – | 31  | 1 |
| 2022/23                                | Adanaspor         | TFF 1. Lig      | 14  | 1 | 1  | 0 | – | – | 15  | 1 |
| 2023/24                                | Adanaspor         | TFF 1. Lig      | 29  | 0 | 1  | 0 | – | – | 30  | 0 |
| 2024/25                                | Batman Petrolspor | TFF 2. Lig      | 12  | 0 | 2  | 0 | – | – | 14  | 0 |
| Carrière totaal                        | Carrière totaal   | Carrière totaal | 139 | 3 | 12 | 0 | 0 | 0 | 151 | 3 |
| Bijgewerkt tot en met 26 december 2024 |                   |                 |     |   |    |   |   |   |     |   |